# PM Md. 1996
Pistolul-mitralieră Model 1996 (abreviere PM Md. 1996), denumit uneori și RATMIL sau LP-7, este o armă automată individuală destinată luptei antipersonal la distanțe mici (50 de metri) fabricată de Uzina Mecanică Cugir.  

## Descriere
PM Md. 1996 folosește cartușul de calibrul 9x19mm Parabellum. Mecanismul de funcționare al armei este bazat pe recul. Încărcătorul are 30 de cartușe, rata de foc ciclică fiind între 800 și 900 de lovituri pe minut. Piedica de siguranță este situată pe partea dreaptă a cutiei închizătorului și are trei poziții: asigurat (sus), foc automat (jos) și foc cu foc (mijloc). Mânerul de armare este situat tot în partea dreaptă a pistolului-mitralieră. Patul armei poate fi pliat spre stânga cutiei închizătorului. PM Md. 1996 se află în dotarea Jandarmeriei Române.